# モーリス・ド・ブロイ

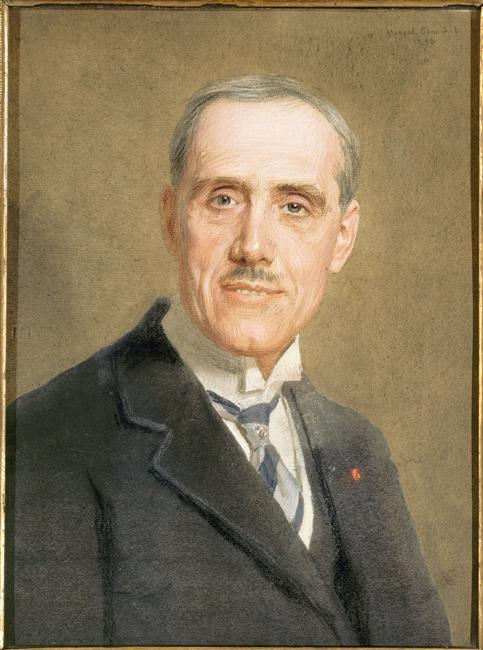
モーリス・ド・ブロイ
(画)マルセル・バシェ

モーリス・ド・ブロイこと第6代ブロイ公爵ルイ＝セザール＝ヴィクトル＝モーリス（Louis-César-Victor-Maurice, 6e duc de Broglie, 1875年4月27日 - 1960年7月14日）はフランスの物理学者。ルイ・ド・ブロイの兄である。

## 人物
パリに生れた。1906年に父の死によってブロイ公爵家を継いだ。子供は早世したため、モーリスの死後、公爵家は弟ルイが継いだ。
海軍兵学校を卒業した後、フランス海軍に9年間在籍した。物理、電磁気学に興味を持ち、1904年に海軍を辞め、ポール・ランジュバンの下で物理学を学び、1908年に学位を得た。X線回折と分光学の研究を行い、結晶を一定速度で回転させて回折パターンを取る方法でX線の吸収を観測した。第一次世界大戦の間は海軍のための通信の仕事をした。大戦後は自宅に実験室を作り、弟ルイと研究を行った。ルイが理論物理学で業績を上げたのに対して、モーリスは実験物理学の方面で活躍した。1928年にヒューズ・メダルを受賞、1934年にアカデミー・フランセーズに、1940年に王立協会のメンバーに選ばれ、1942年にコレージュ・ド・フランスのランジュバンの席を継いだ。